# Eurocopter AS365 Dauphin

Ritning av Eurocopter AS365 Dauphin.

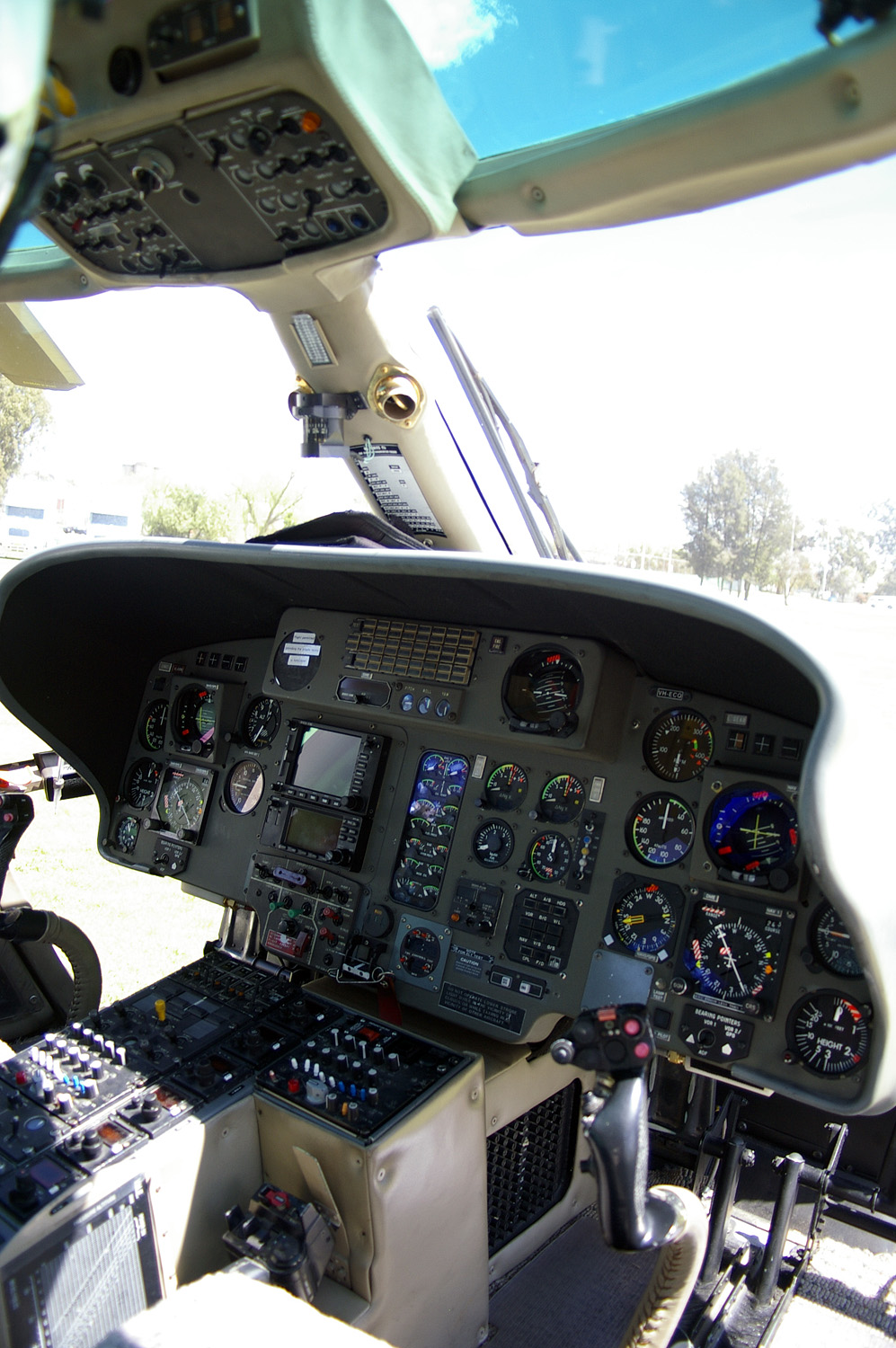
Cockpit i Eurocopter AS365

Eurocopter AS 365 Dauphin 2 är en tvåmotorig helikopter i mellanklassen, vilken ursprungligen utvecklades och tillverkades av Aérospatiale.
Dauphin 2 utvecklades från den enmotoriga Aérospatiale SA360 Dauphin. Den tvåmotoriga Dauphin 2 premiärflög i januari 1975 och det första serietillverkade exemplaret levererades 1978. Versioner är den militära Eurocopter Panther, räddningshelikoptern Eurocopter HH-65 Dolphin, den kinesisktillverkade Harbin Z-9 och den moderniserade  Eurocopter EC155.

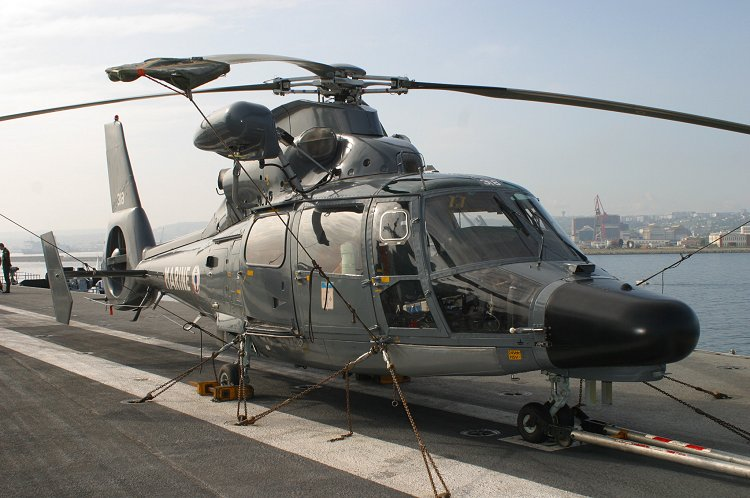
Franska flottans Eurocopter AS365 F Dauphin räddningshelikopter ombord på hangarfartyget Charles de Gaulle, juni 2004